# (29395) 1996 PO1
1996 بي أو 1 (ويعرف أيضًا باسم (29395) 1996 بي أو 1 وفق تسمية الكوكب الصغير) (بالإنجليزية: 1996 PO1)‏ هو كويكب ضمن حزام الكويكبات؛ وترتيبه 29395 من حيث الاكتشاف.
اكتُشف هذا الجُرم الفلكي بواسطة Maui Space Surveillance Complex ‏ في 5 أغسطس 1996.

## وصلات خارجية
- (29395) 1996 PO1 في قاعدة بيانات مختبر الدفع النفاث لأجرام النظام الشمسي الصغيرة

- الاكتشاف · مخطط المدار ·  العناصر المدارية · المعلمات المادية

- (29395) 1996 PO1 على موقع ويكي سكاي: DSS2, SDSS, GALEX, IRAS, Hydrogen α, X-Ray, Astrophoto, Sky Map, Articles and images